# I-ELOOP
i-ELOOP（アイ・イーループ）は、マツダが開発した減速エネルギー回生システムの名称である。

## 概要
2012年11月に発売された3代目アテンザに初搭載され、乗用車としては世界で初めて蓄電器に電気二重層キャパシターを採用した。アクセルオフ時には12-25Vの可変電圧式オルタネータによりタイヤの回転エネルギーで回生発電してキャパシタへ電気を送り、アクセルオン時にはキャパシタから電力を供給することでエンジンによるオルタネータの発電を休止させ、燃費を向上させている。この際、キャパシタで溜めた電気はDC-DCコンバータで降圧され、車載電装品に供給すると同時に、余剰分は鉛蓄電池へと送られる。
キャパシタは充放電に化学変化を伴う二次電池と違い、電子を物理的に取り込むため素早い電気の出し入れが可能であり、充放電に伴う劣化が少なく、主な原料がヤシ殻の活性炭であるので廃棄の際の環境負荷が低いといったメリットがある。マツダはi-ELOOPにより実用走行時で約10%の燃費改善が見込まれるとしている。

## 搭載車種
- マツダ・デミオ
- マツダ・MAZDA2
- マツダ・CX-3
- マツダ・アクセラ
- マツダ・MAZDA3
- マツダ・CX-30
- マツダ・CX-5 (中国仕様[3]、2代目(2018年10月商品改良)・XDを除くディーゼル車のみメーカーオプション)
- マツダ・アテンザ
- マツダ・MAZDA6
- マツダ・CX-8
- マツダ・ロードスター
- マツダ・CX-4 (中国仕様のみ)